# Distrito de Yingge

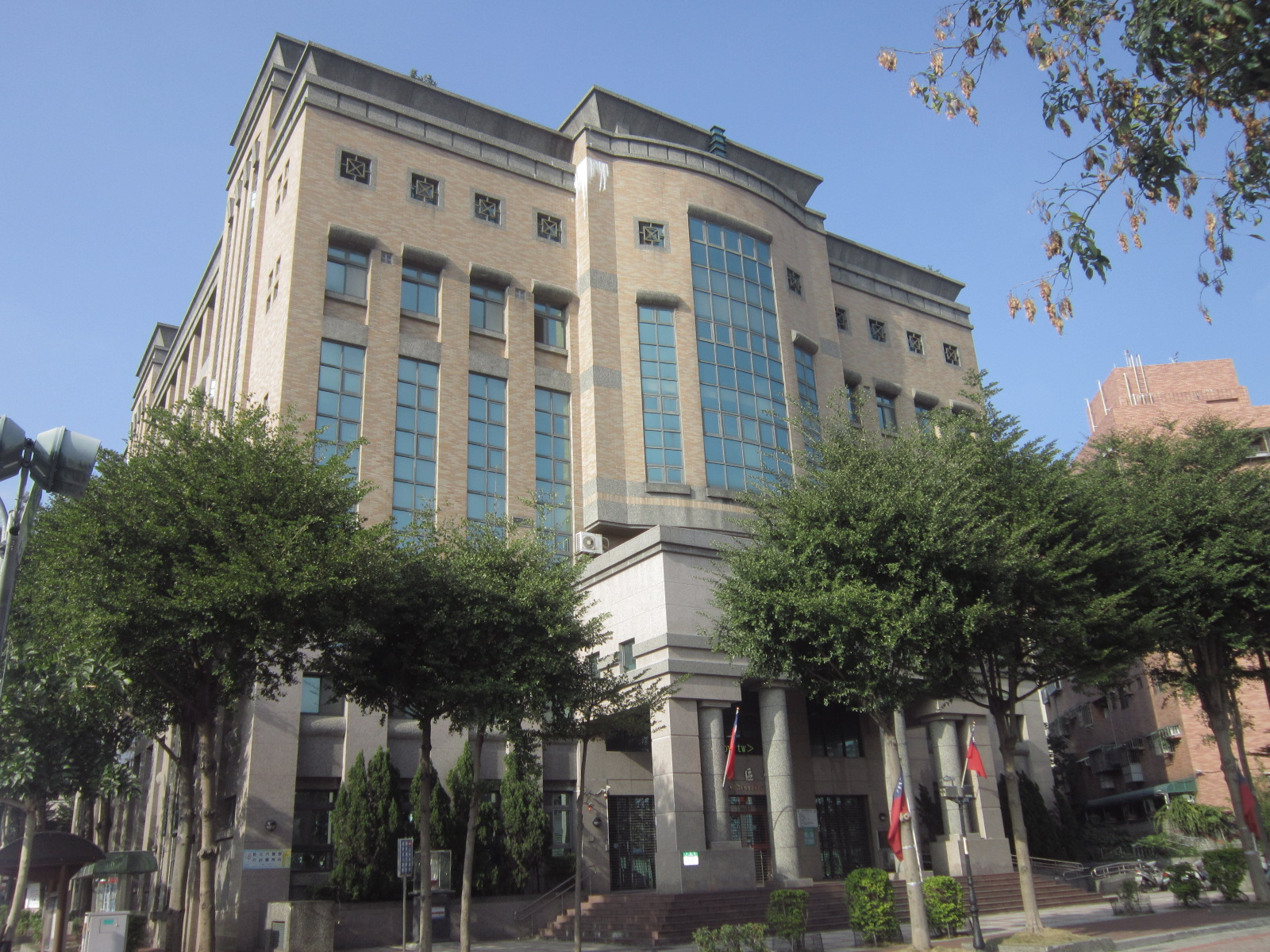
Yingge oficina de distrito

El distrito de Yingge (chino: 鶯歌區) es un distrito urbano localizado cerca del Río Dahan en el suroeste de Nuevo Taipéi en la República China (Taiwán). Yingge es el centro indiscutible de alfarería y cerámica. Taiwán es uno de los grandes productores mundiales de tés artesanales de calidad y Yingge es un centro indiscutible para los entusiastas del té que buscan el recipiente de té ideal.
La reputación de Yingge para la cerámica de alta calidad comenzó después de que alfareros y fabricantes de ladrillos comenzaron a producir juegos de té para acompañar el té especialmente cultivado localmente por los inmigrantes chinos.
El principal atractivo del distrito de Yingge es Yingge Old Street, a veces llamada Yingge Ceramics Street o Yingge Pottery Street. Es una calle peatonal de compras especializada en cerámica, porcelana y otros productos relacionados. Cuenta con cientos de negocios relacionados con la cerámica siendo el mayor centro de producción de cerámica de Taiwán.

## Origen del nombre

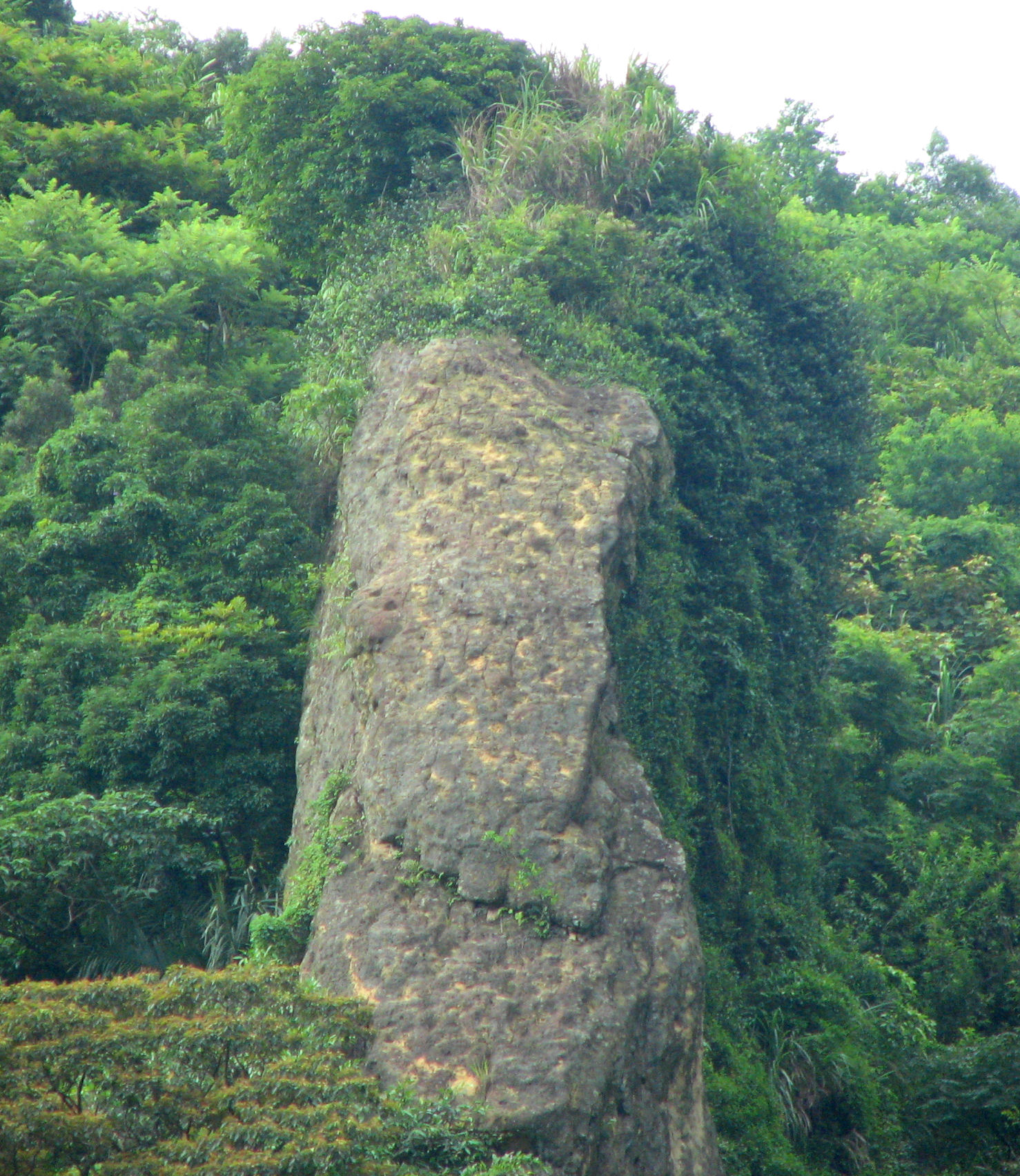
Yingge Rock, roca que da nombre al disticto.

Según la leyenda, la formación de la roca produjo un miasma que desorientaba, y a veces mataba a gente que pasaba por allí. Un día, el general Koxinga dirigió su ejército por el lado de la roca.  Cuándo  estuvieron envueltos por el miasma, ordenó que su cañón disparase a la roca. Cuándo el cuello del águila de piedra se rompió, el miasma desapareció y las tropas pudieron continuar su marcha.